# Malomgödör
Malomgödör (németül: Mühlgraben) község Ausztriában, Burgenland tartományban, a Gyanafalvi járásban.

## Fekvése

Malomgödöri panoráma

Gyanafalvától 10 km-re délnyugatra, a stájer határ mellett fekszik.

## Története
A települést 1387-ben "Mechnuk" alakban említik először. Dobra várának uradalmához tartozott.  1387-ben Luxemburgi Zsigmond Dobra várát az uradalommal együtt a Széchy családnak adományozta. 1555-ben "Milihgrom", 1660-ban "Melgrob", 1698-ban "Milgrom", 1751-óta "Mühlgraben" néven szerepel a forrásokban.
1605-ben Bocskai hajdúi dúlták fel. 1607-ben a dobrai uradalommal együtt a Batthyány család birtoka lett. 1720-ban 20 házat számláltak a településen. 1787-ben 71 házában 341 lakos élt. 1830-ban 60 háza volt 418 lakossal. 1857-be 68 házat és 503 lakost számláltak itt.
Vályi András szerint " MÜLGRÁBEN. Német falu Vas Várm. földes Ura G. Batthyáni Uraság, lakosai katolikusok, fekszik Dobrának szomszédságában, és annak filiája, határja középszetű."
Fényes Elek szerint " Műhlgraben, német falu, Vas vmegyében, 96 kath., 321 evang. lak. F. u. gr. Batthyáni. Ut. p. Radkersburg."
Vas vármegye monográfiája szerint " Malomgödör, stájerhatárszéli község 91 házzal és 632 németajkú lakossal. Postája Dobra, távírója Gyanafalva. Lakosainak nagyobb része ág. ev. vallású. A dobrai uradalomhoz tartozott."
1910-ben 556 lakosa volt, ebből 545 német, 11 egyéb nemzetiségű. A trianoni békeszerződésig Vas vármegye Szentgotthárdi járásához tartozott. A békeszerződések Ausztriának ítélték. Iskolája 1959-ben épült fel, előtte a gyermekek a környező községek iskoláiba jártak. 1971-ben közigazgatásilag Vasdobrához csatolták. 1973-ban megépült a sportpálya. 1985-ben az itteni óvodai csoport a vasdobrai óvoda része lett, de 1991-ben újra önálló lett. 1992-óta Malomgödör újra önálló község, 2003-óta pedig a községi hivatal is független lett Vasdobrától.
2001-ben 450 lakosából 442 német volt.

## Nevezetességei
- Hősi emlékmű a község központjában.